# الحدائق العجيبة لبوقنادل
الحدائق العجيبة لبوقنادل هي حديقة تضم أصنافا نباتيا من مختلف بقاع العالم، تقع في جماعة سيدي بوالقنادل بعمالة سلا المغربية، وتبعد عن العاصمة الرباط بحوالي 15 كيلومتر. تضم ما يزيد عن ألف نوع من النباتات. سنة 2005 صنفتها منظمة اليونسكو تراثًا إنسانيًا.

## التأسيس

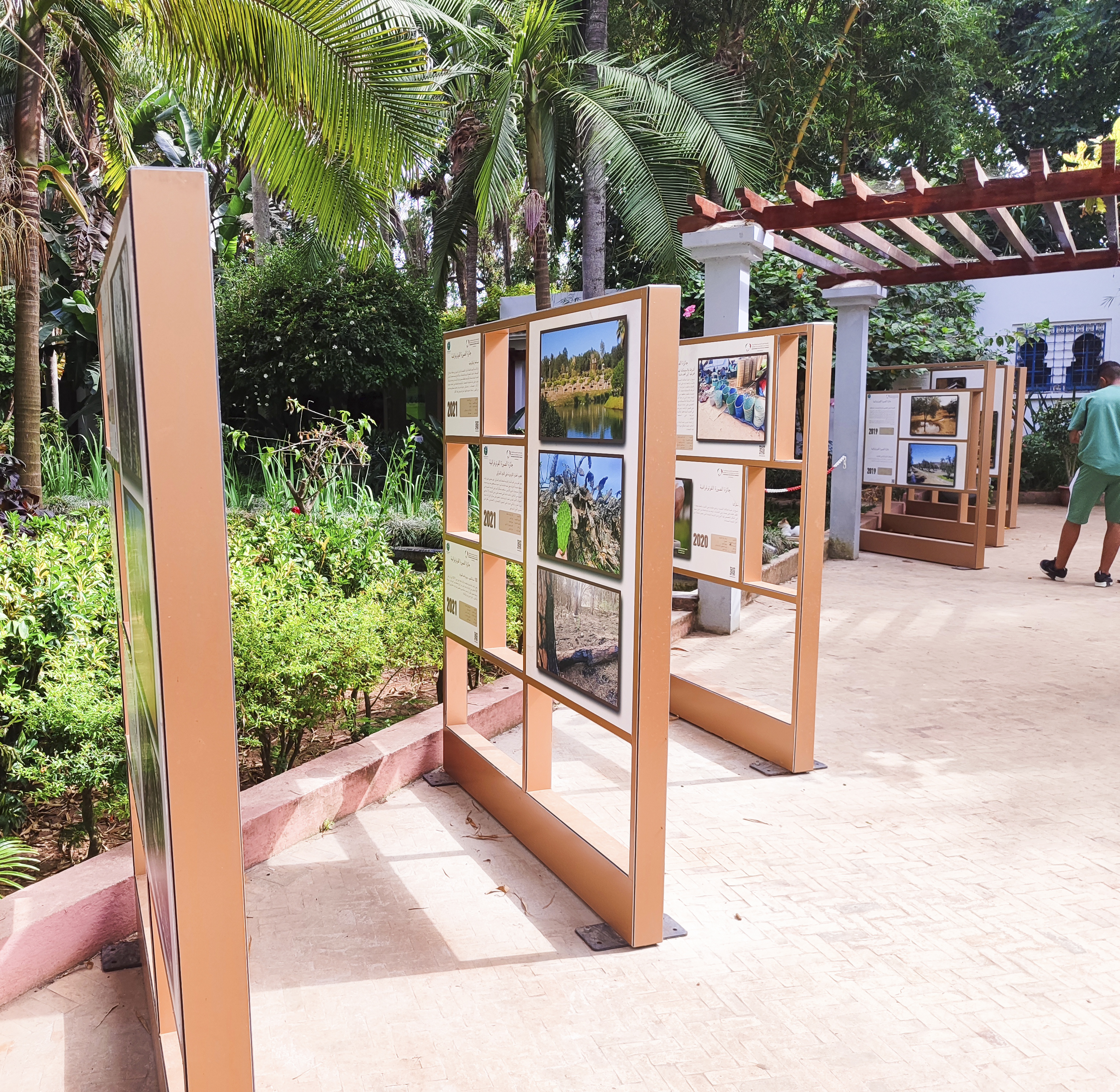
معرض الصور من منزل مارسيل فرنسوا بالحديقة

تعود قصة إنشاء الحدائق العجيبة إلى زيارة المهندس الزراعي الفرنسي مارسيل فرونسوا لمنطقة بوقنادل واستقراره بها سنة عام 1951،. فقرر أن يجلب لها أنذر النباتات الطبيعية بالعالم، ليؤسس بذلك الحدائق العجيبة.   شرع فرنسوا في إنشاء الحديقة من خلال جلب آلاف النباتات النادرة من مختلف القارات، حيث كان يغرس ما يقارب 500 زهرة يوميًا. كما قام بجلب أنواع من الحيوانات مثل الغزلان واللقالق والثعالب والثعابين، وساهم في تهيئة الفضاء الطبيعي بمساعدة نحو 40 عاملاً. ومن بين ابتكاراته حفر برك مائية باستخدام تربة صلصالية تحتفظ بالماء، وزرع فيها نباتات مائية وجعلها موطناً لأسماك استوائية وأخرى شفافة تُعرف باسم "البرغش"، تتغذى على يرقات الحشرات، مما ساعد في الحفاظ على التوازن البيئي داخل الحديقة. 

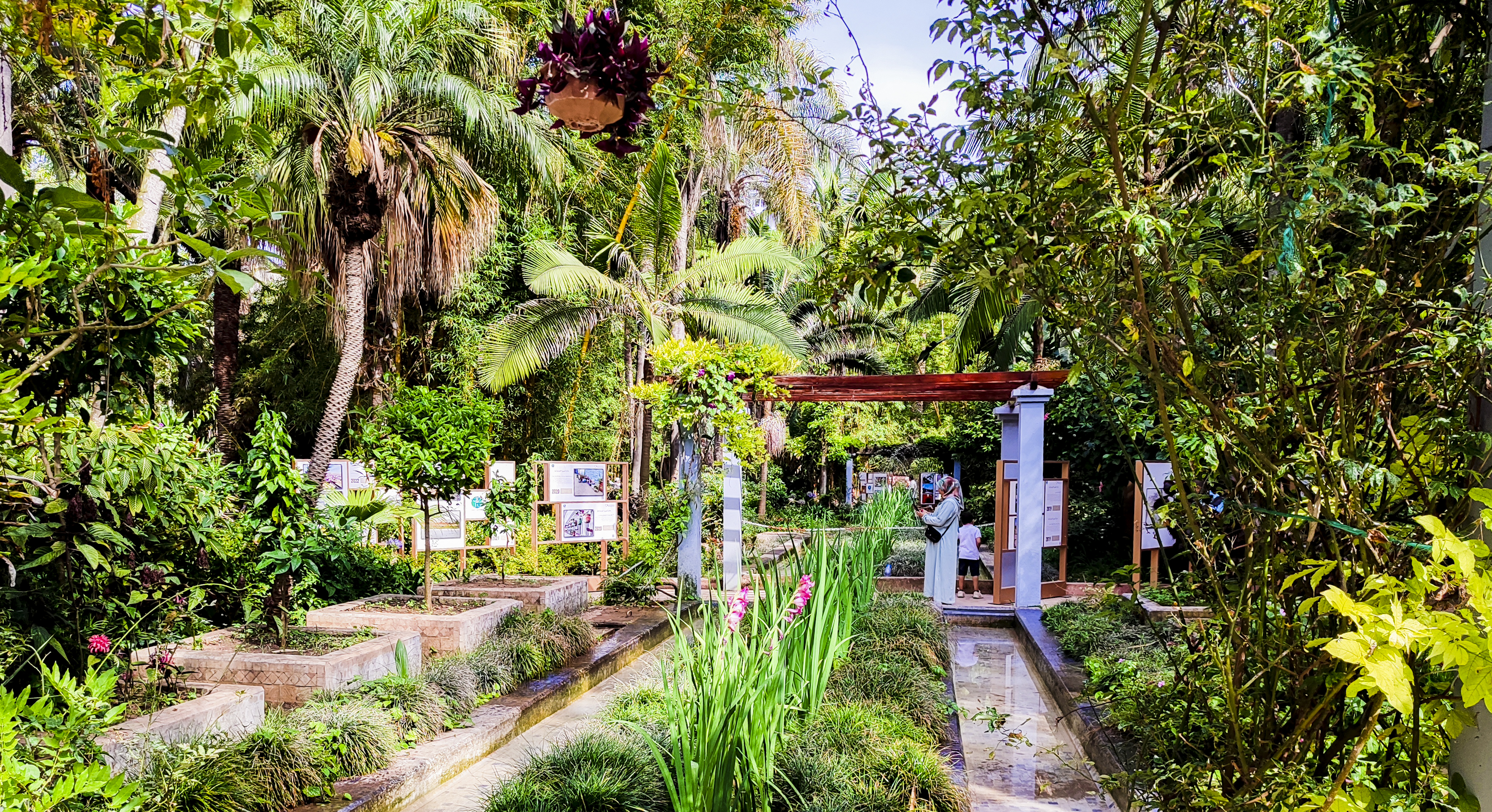
حديقة الأندلس داخل الحدائق العجيبة.

## المتحف والتوثيق
بعد وفاة مارسيل فرنسوا، تم تحويل منزله إلى متحف يضم مجموعة من الصور التي التقطها خلال مراحل إنشاء وتطوير الحديقة. توثق هذه الصور مختلف مراحل البناء وزيارات الوفود الرسمية، وتشكل أرشيفًا بصريًا مهمًا لتاريخ الحديقة. وقد صُنّفت الحديقة ضمن التراث الطبيعي نظرًا لاحتوائها على أكثر من ألف نوع من النباتات النادرة والمنقرضة، التي جُمعت من أقاصي العالم.

## الحدائق الثقافية والتعليمية
تحتضن "الحدائق العجيبة" مجموعة من "الحدائق الثقافية" أو ما يُعرف بـ"حدائق الذكاء"، وهي فضاءات خضراء مستوحاة من تقاليد وحضارات متعددة، تهدف إلى تحفيز الفكر والفن والذوق الجمالي. من بين هذه الحدائق "حديقة الأندلس"، "حديقة الصين"، "حديقة اليابان"، و"حديقة الكونغو". بالإضافة إلى ذلك، تحتوي الحديقة على فضاءات تعليمية تشمل "المطيرة"، مبنى خاص بالزواحف، وحديقة للطيور تضم أنواعًا نادرة مثل النحام الوردي الأوروبي والتدرج الآسيوي والببغاوات من أفريقيا وأستراليا. يهدف هذا الجزء من الحديقة إلى تعريف الزوار بمفاهيم التنوع البيولوجي والنظام البيئي.

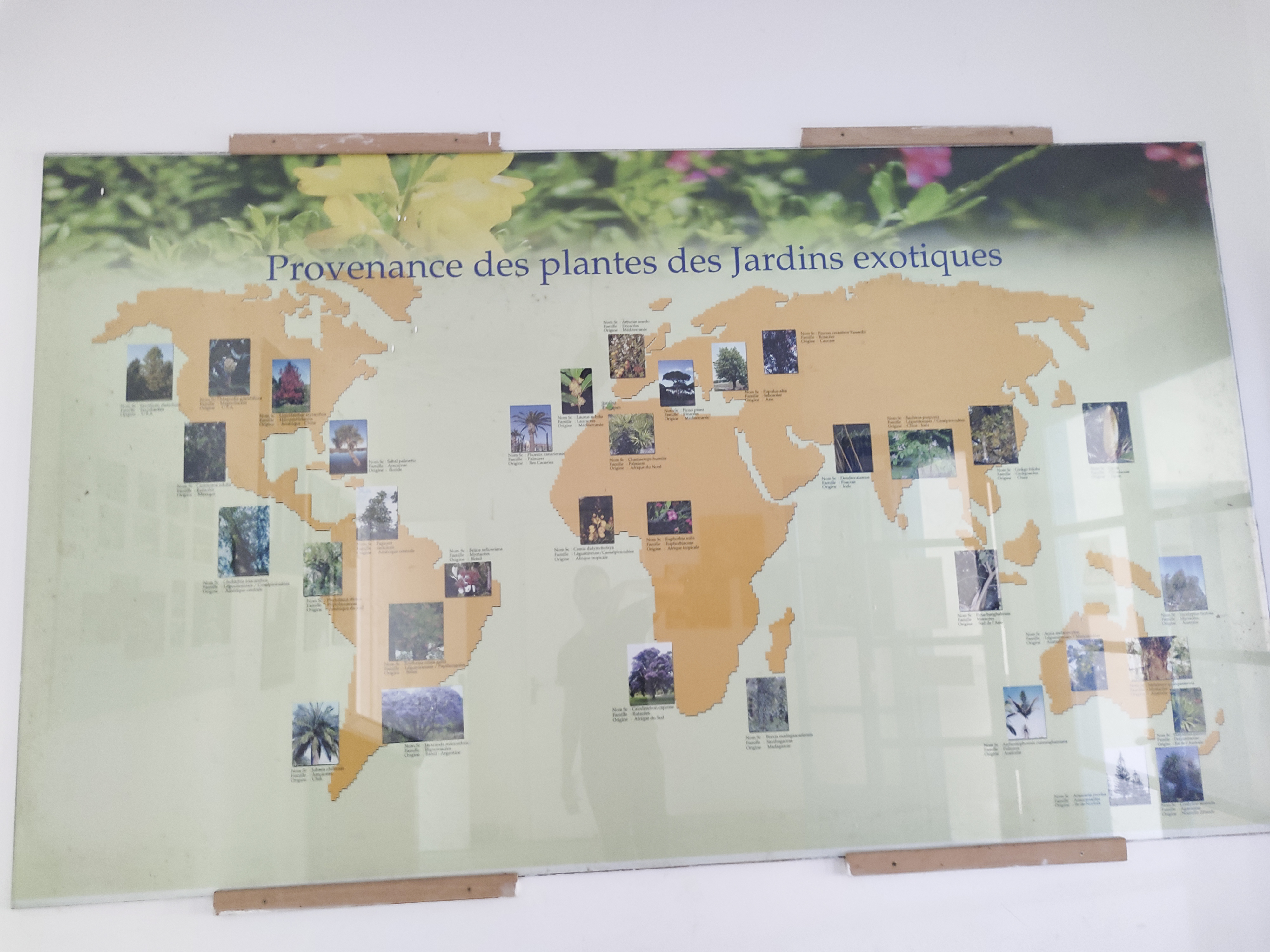
خريطة المواطن الأصلية لنباتات الحديقة.

## المسارات
تقترح الحديقة على زوارها ثلاث مسارات للمشي، تختلف حسب الوقت والقدرة البدنية:
- المسار الطويل: مدته ساعة ونصف، ويُحدد بعلامات حمراء.
- المسار المتوسط: مدته 45 دقيقة، ويُحدد بعلامات زرقاء.
- المسار القصير: مدته 30 دقيقة، ويُحدد بعلامات خضراء.[2]

## البعد البئي
شهدت الحدائق العجيبة عمليات تأهيل واسعة بمبادرة من مؤسسة محمد السادس لحماية البيئة، التي عملت على ترميم المرافق وتجهيز الحديقة بحاويات لإعادة تدوير النفايات وتخزين السماد العضوي.وفي إطار مشاريعها التربوية، أطلقت المؤسسة، بشراكة مع سفارة هولندا، "ممراً تعليمياً" يتكون من خمس حلقات موضوعة على شكل لوحات إرشادية موزعة داخل الحديقة. يهدف هذا المشروع إلى توعية الزوار، لا سيما الأطفال والتلاميذ، بأهمية الحفاظ على البيئة وفهم مكونات النظام البيئي. وقد أُعلن عن إمكانية توسيع المشروع بإضافة حلقات جديدة بمواضيع بيئية راهنة.

## معرض الصور

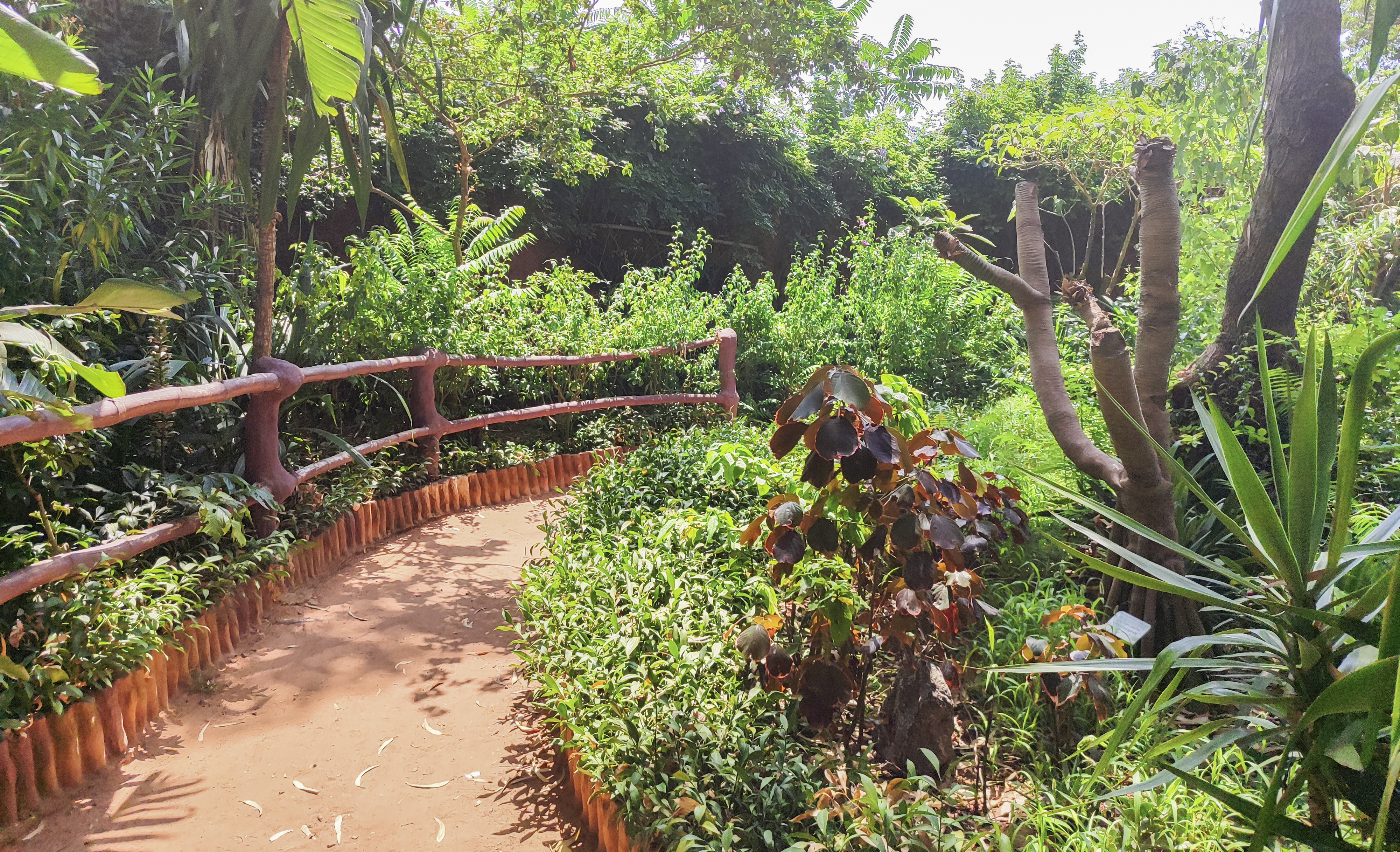
نباتات متنوعة
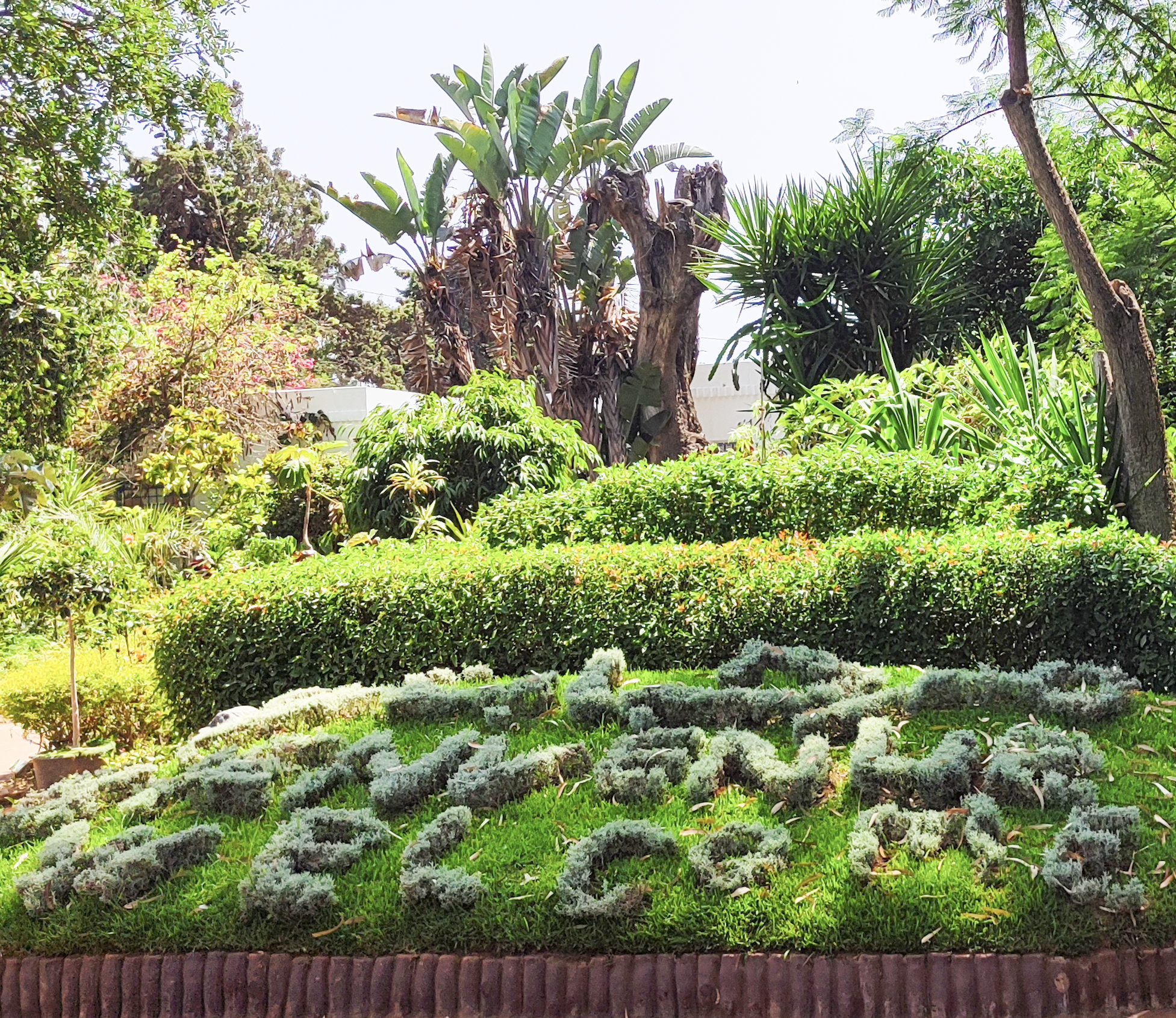
مدخل الحدائق العجيبة
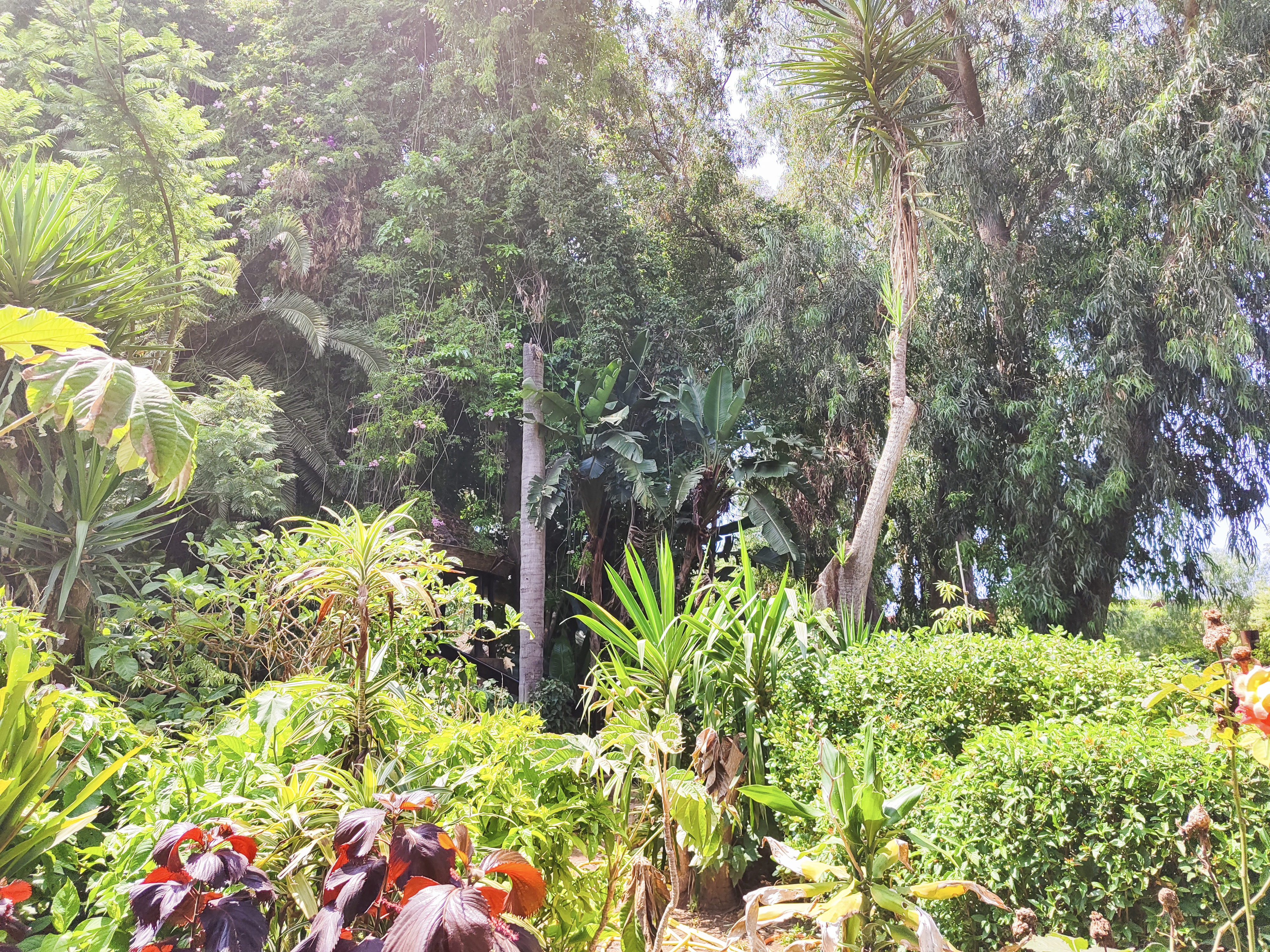
نباتات متنوعة
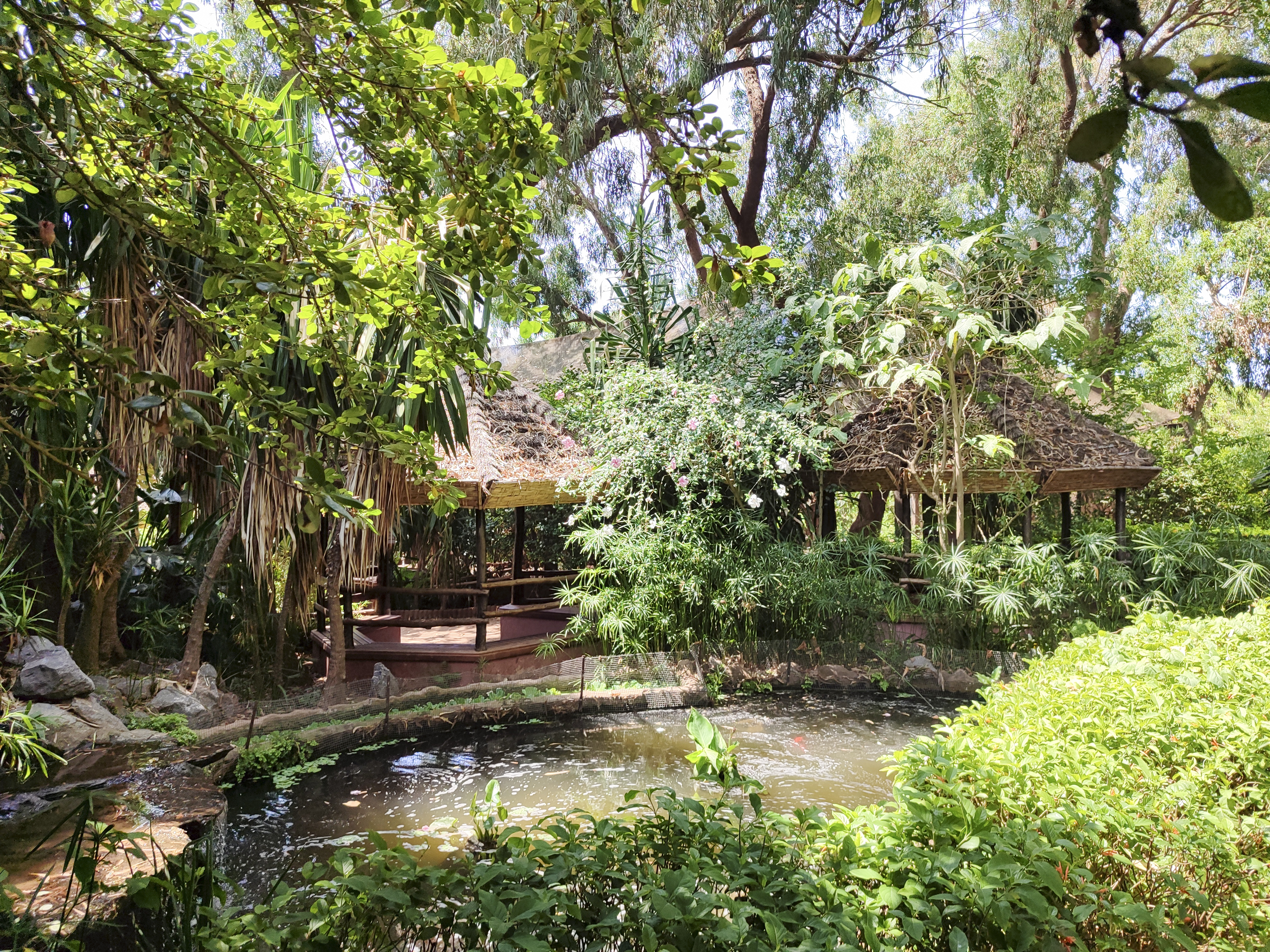
أكواخ في الحدائق العجيبة
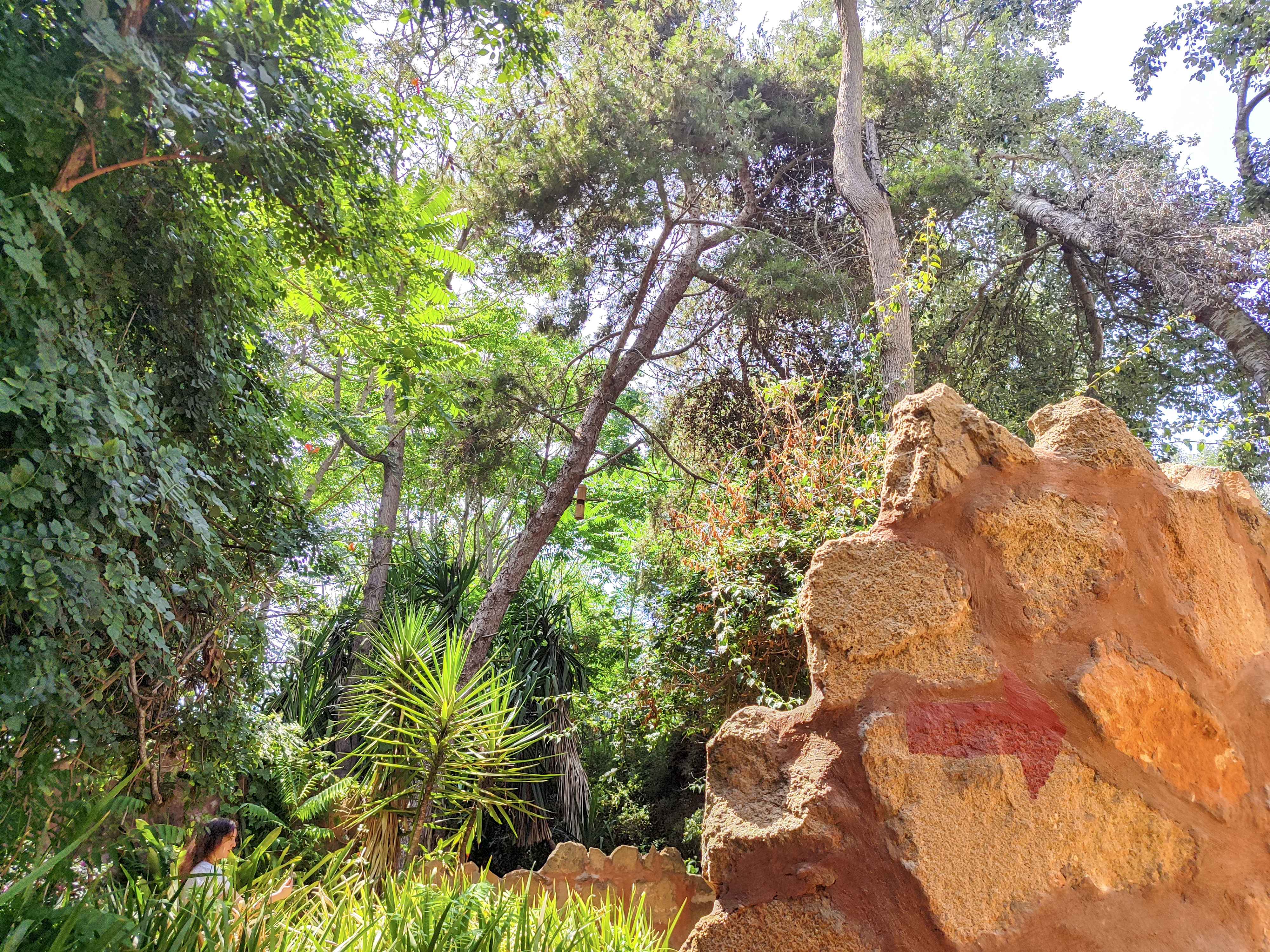
نباتات متنوعة
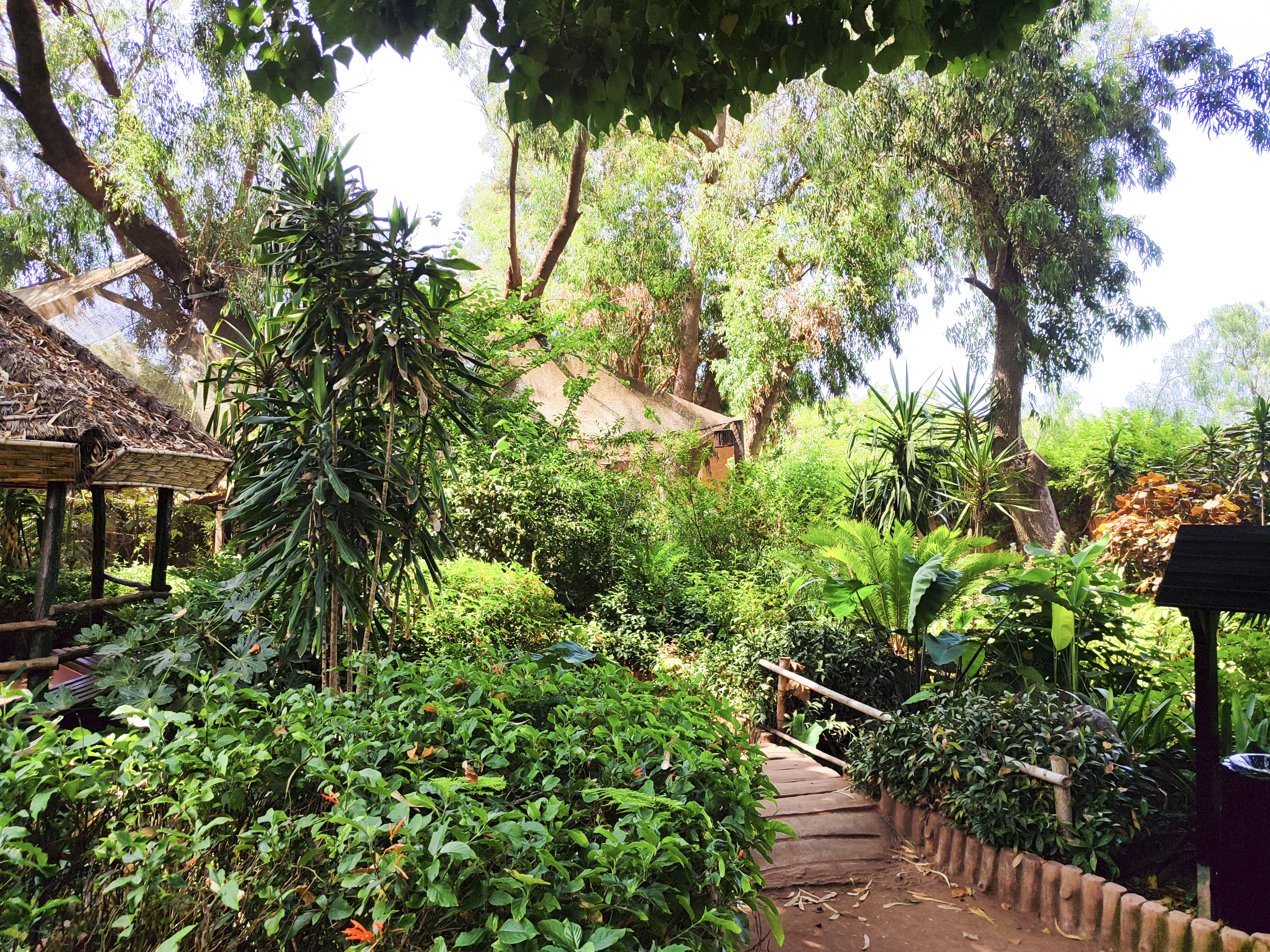
أكواخ في الحدائق العجيبة
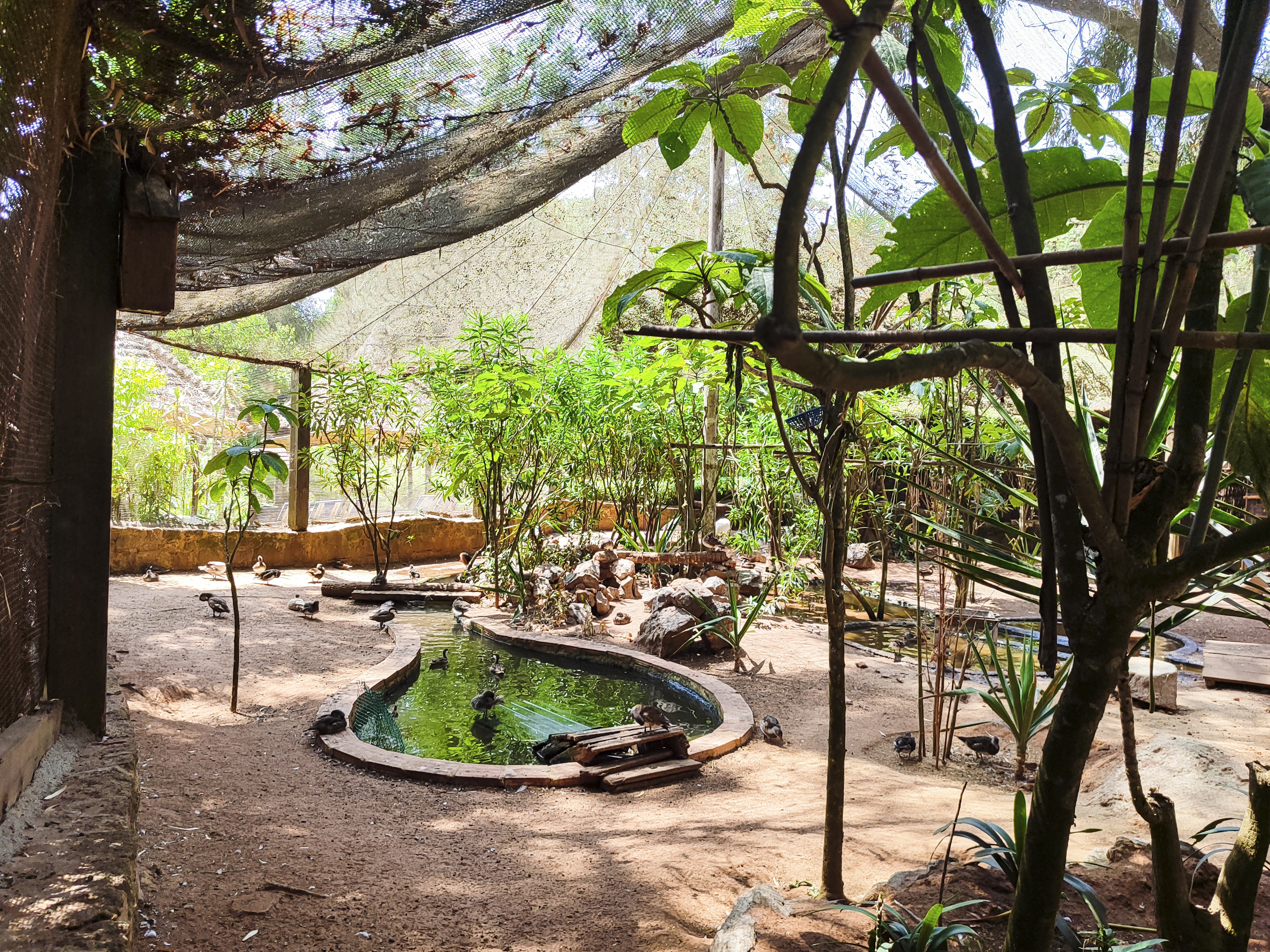
سلاكة الطيور بالحدائق العجيبة
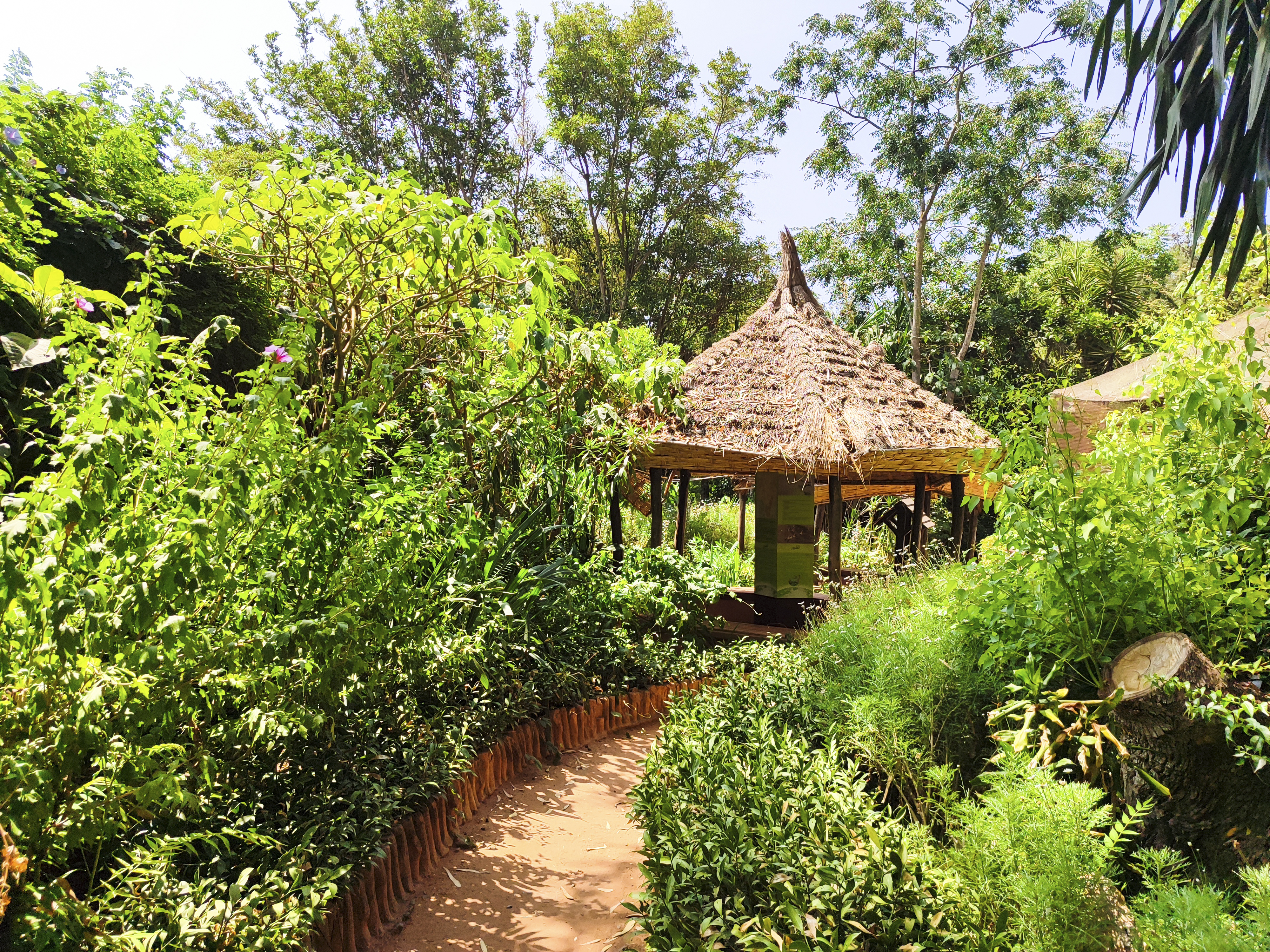
كوخ في الحدائق العجيبة